# Burg Mauterndorf
Burg Mauterndorf is een gotisch kasteel te Mauterndorf in Lungau, land Salzburg, Oostenrijk.
De burcht huisvest het Lungauer Landschaftsmuseum en een restaurant. Er vinden ook regelmatig wetenschappelijke congressen plaats.

## Romeinen
In 326 zou op die plaats een Romeins kasteel gestaan hebben om de heirweg te beschermen. De Romeinse provinciegouverneur zou daar gezeteld hebben. Tijdens de Grote Volksverhuizing zou het kasteel verwoest zijn.

## Gotische burcht
Een oorkonde uit 1002 van keizer Hendrik II vermeldt de bouw van een mouterij. In 1253 vermeldt een oorkonde de burcht. In de 15e eeuw breidden aartsbisschop Leonhard von Keutschach en Burkhard von Weißpriach de burcht uit. Ze diende als domkapitel en administratief centrum. De toren was 44 m hoog.In 1806 werd de burcht onder Napoleon Bonaparte staatsbezit.

## Epenstein en Göring
In 1894 kocht de arts Hermann Epenstein uit Berlijn de burcht. Epenstein was de dooppeter van Hermann Göring. Het gezin Göring was dikwijls te Mauterndorf te gast. Albert Göring groeide er op. De weduwe van Epenstein schonk de burcht aan Hermann Göring. Einde april 1945 wou Hermann Göring naar de burcht van zijn jeugd vluchten, maar hij geraakte maar tot Schloss Fischhorn.